# Ypäjä
Ypäjä [ˈypæjæ] ist eine Gemeinde in der finnischen Region Häme mit 2237 Einwohnern (Stand 31. Dezember 2022). Sie liegt im Westen der Landschaft Kanta-Häme am Ufer des Loimijoki-Flusses zwischen den Städten Forssa (23 km östlich) und Loimaa (15 km westlich).
Die Gegend von Ypäjä ist schon seit dem 12. Jahrhundert bewohnt. Die eigentliche Entwicklung des Ortes begann aber erst Ende des 19. Jahrhunderts, nachdem die Bahnstrecke von Turku nach Toijala im Jahr 1876 fertiggestellt worden war. Der Bahnhof von Ypäjä wurde 1888 eröffnet, seit 1984 halten dort aber keine Züge mehr. Die Kirche von Ypäjä stammt aus dem Jahr 1901 und steht an Stelle eines hölzernen Vorgängerbaus aus dem Jahr 1799. Das Gemeindezentrum von Ypäjä ist das Kirchdorf von Ypäjä mit dem Namen Perttula. Daneben gehören zum Gemeindegebiet die Dörfer Levä, Ypäjänkylä, Kuusjoki, Manninen, Palikkala und Varsanoja.
Die Pferdezucht hat in Ypäjä Tradition, nachdem hier 1931 das Pferdedepot der finnischen Armee angesiedelt worden war. Heute bezeichnet sich Ypäjä selbst als „Pferdegemeinde“.

## Söhne und Töchter
- Uno Holmberg-Harva (1882–1949), Theologe, Religionshistoriker, Ethnograph, Ethnosoziologe und Volkskundler